# Relichna pachys
Relichna pachys är en snäckart som först beskrevs av Watson 1883.  Relichna pachys ingår i släktet Relichna och familjen Retusidae. Inga underarter finns listade i Catalogue of Life.